# Cuauhtlatoa
Cuauhtlatoa (¿¿¿¿-1460) (del náhuatl: cuauhtli, "águila"; tlahtoani, "el que habla". El que habla como águila.) Escrito también bajo las variantes Cuauhtlahtoani, Cuauhtlatotzin, Cuauhtlato; fue el cuarto Tlatoani de Tlatelolco y fue el personaje que más tiempo ejerció el gobierno de la ciudad ya que estuvo en el poder durante treinta y tres años desde 1428 cuando su abuelo y antecesor Tlacatéotl fue asesinado, hasta su propia muerte en 1460.
Durante el gobierno de Cuauhtlatoa, Tlatelolco consiguió sus más importantes victorias militares, sus campañas militares se extendieron hasta los actuales estados de Puebla y Veracruz donde conquistaron Ahuizilapan localizado donde hoy está la ciudad de Orizaba y fueron así uno de los ejércitos más respetados de esos años, Tlatelolco también se unió a México-Tenochtitlán en su guerra contra Chalco. Cuauhtlatoa también construyó las etapas IV y V del templo mayor de su ciudad.